# Crepidospermum prancei
Crepidospermum prancei är en tvåhjärtbladig växtart som beskrevs av D.C. Daly. Crepidospermum prancei ingår i släktet Crepidospermum och familjen Burseraceae. Inga underarter finns listade i Catalogue of Life.